# E3 Саксо Банк Классик 2022
64-й выпуск  E3 Саксо Банк Классик — шоссейной однодневной велогонки по дорогам Бельгии. Гонка прошла 25 марта 2022 года в рамках Мирового тура UCI 2022 (категория 1UWT). Победу одержал бельгийский велогонщик Ваут ван Арт.

## Участники
Автоматически приглашения на гонку приняли все 18 команд категории UCI WorldTeam и две из трёх лучшие команды категории UCI ProTeam прошлого сезона Alpecin-Fenix и TotalEnergies (отказалась Arkéa-Samsic). Также организаторы пригласили ещё 5 команды категории ProTeam. Таким образом всего в гонке приняло участие 25 команд.
| UCI WorldTeams (18)- AG2R Citroën Team - Astana Qazaqstan Team - Bahrain Victorious - Bora-Hansgrohe - Cofidis - EF Education-EasyPost - Groupama-FDJ - Ineos Grenadiers - Intermarché-Wanty-Gobert Matériaux - Israel-Premier Tech - Jumbo-Visma - Lotto-Soudal - Movistar Team - Quick-Step Alpha Vinyl - BikeExchange-Jayco - Team DSM - Trek-Segafredo - UAE Team Emirates UCI ProTeams (7)- Alpecin-Fenix - Bardiani-CSF-Faizanè - Bingoal Pauwels Sauces WB - Sport Vlaanderen-Baloise - TotalEnergies - B&B Hotels-KTM - Uno-X Pro Cycling Team |
| |

## Маршрут
Сразу после старта в Харелбеке маршрут направлялся на восток через Варегем, Ауденарде и Зоттегем, а затем на юг в Герардсберген. Первые 70 километров были в основном равнинными и включал только короткий подъём Katteberg и три брусчатых участка. После Герардсбергена маршрут поварачивал на запад во фламандские Арденны, где начиная примерно с 80-го км следовала основная часть подъёмом.
Заключительная часть дистанции начиналась за 43 км до финиша со связки брусчатых подъёмов Paterberg и Oude Kwaremont (42,4 и 39,6 км до финиша). Затем следовал подъём Karnemelkbeekstraat, брусчатый участок Varentstraat и последний подъём Tiegemberg за 19,3 км до финиша. Финальные километры предстояло преодолеть по равнине до финиша в Харелбеке.
Всего гонщикам предстояло преодолеть чуть больше 200 километров с 17 сложными подъёмами, часть из которых с брусчатым покрытием и пятью плоскими брусчатами участками. Общий набор высоты составил 2400 метров.
| №  | Название            | Км от старта | Покрытие  | Длина (м) | Средний % | Макс % | Км до финиша |
| -- | ------------------- | ------------ | --------- | --------- | --------- | ------ | ------------ |
| 1  | Katteberg           | 28,2         | асфальт   | 750       | 6 %       | 11 %   | 175,7        |
| 2  | La Houppe           | 85,9         | асфальт   | 1 880     | 4,8 %     | 10 %   | 118          |
| 3  | Kanarienberg        | 92,1         | асфальт   | 1 050     | 7,7 %     | 14 %   | 111,8        |
| 4  | Oude Kruisberg      | 100          | асфальт   | 800       | 4,8 %     | 9 %    | 103,9        |
| 5  | Knokteberg          | 107,8        | асфальт   | 1 260     | 7 %       | 13,3 % | 96,1         |
| 6  | Hotondberg          | 111,7        | асфальт   | 1 200     | 4 %       | 8 %    | 92,2         |
| 7  | Kortekeer           | 118,8        | асфальт   | 1 000     | 6,4 %     | 17 %   | 85,1         |
| 8  | Taaienberg          | 123,5        | брусчатка | 700       | 6,3 %     | 16 %   | 80,4         |
| 9  | Berg ten Stene      | 131,5        | асфальт   | 1 300     | 5,2 %     | 9 %    | 72,4         |
| 10 | Boigneberg          | 136,7        | асфальт   | 1 000     | 5,2 %     | 12,3   | 67,2         |
| 11 | Eikenberg           | 141,1        | асфальт   | 1 250     | 6,2 %     | 10 %   | 62,8         |
| 12 | Stationsberg        | 146,5        | брусчатка | 700       | 3,2 %     | 10 %   | 57,4         |
| 13 | Kapelberg           | 157,4        | асфальт   | 750       | 7,1 %     | 14 %   | 46,5         |
| 14 | Paterberg           | 161,5        | брусчатка | 400       | 12,9 %    | 20,3 % | 42,4         |
| 15 | Oude Kwaremont      | 164,3        | брусчатка | 2 220     | 4,2 %     | 11,6 % | 39,6         |
| 16 | Karnemelkbeekstraat | 172,1        | асфальт   | 1 530     | 4,9 %     | 14 %   | 31,8         |
| 17 | Tiegemberg          | 183,9        | асфальт   | 1 000     | 5,6 %     | 9 %    | 19,3         |

| № | Название         | Км от старта | Длина (м) | Км до финиша |
| - | ---------------- | ------------ | --------- | ------------ |
| 1 | Beaucarnestraat  | 26,9         | 1 200     | 177          |
| 2 | Holleweg         | 29           | 1 500     | 174,9        |
| 3 | Paddestraat      | 40,4         | 2 300     | 163,5        |
| 4 | Mariaborrestraat | 147,3        | 2 000     | 56,6         |
| 5 | Varentstraat     | 179,7        | 1 500     | 24,2         |

## Ход гонки
Отрыв смог образоваться только спустя более 50 км после старта. Но вскоре он был вынужден остановиться на закрытом железнодорожном переезде и его настигла основная группа.
За 140 км образовался второй отрыв. Его составили Брент ван Мер (Lotto Soudal), Йелле Валлайс (Cofidis), Даниэль Осс (TotalEnergies), Матис Паашенс (Bingoal Pauwels Sauces WB), Лассе Норман Хансен (Uno-X Pro Cycling Team), Райан Маллен и Лукас Пестлбергер (оба Bora-Hansgrohe). Тем не менее они смогли заработать максимум около двух минут преимущества над пелотоном, в котором было несколько падений. В них в частности пострадали Иван Гарсия Кортина (Movistar Team) и Тош Ван дер Санде (Jumbo-Visma), который был вынужден сойти из-за перелома локтя. Виктор Кампенартс (Lotto Soudal) из-за технической проблемы за 89 км до финиша отстал от основной группы.
На подъёме Taaienberg за 80 км до финиша из пелотона атаковал Ваут ван Арт (Jumbo-Visma). За ним помимо двух его товарищей по команде Тиша Бенота и Кристофа Лапорта смогли удержаться только Каспер Асгрин (Quick-Step Alpha Vinyl Team), Яспер Стейвен (Trek-Segafredo), Штефан Кюнг (Groupama-FDJ) и Матей Мохорич (Bahrain Victorious). Через 5 км эта семёрка гонщиков догнала впереди едущий отрыв и вышла вперёд в гонке. В основной группе команда Ineos Grenadiers попытались сократить получившийся разрыв который составля уже 30 секунд. На подъёме Eikenberg (62 км до финиша) атаковал Хонатан Нарваэс (Ineos Grenadiers) и вместе с 10 гонщиками сумел догнать лидирующую группу, состоявшую из 18 гонщиков.
За 42 до финиша на подъёме Paterberg Ваут ван Арт снова увеличил скорость и вместе со своим товарищем по команде Кристофом Лапортом оторвался от остальной части лидирующей группы. Вдвоём, поочерёдно лидируя, к началу подъёма Oude Kwaremont они создали 30-секундный отрыв. По мере подъёма на Oude Kwaremont группа преследователей распалась. В ней осталось восемь человек — Матей Мохорич (Bahrain Victorious), Каспер Асгрин (Quick-Step Alpha Vinyl Team), Хонатан Нарваэс и Дилан ван Барле (оба (Ineos Grenadiers), Штефан Кюнг и Валентен Мадуа (Groupama-FDJ), Биниам Гирмай (Intermarché-Wanty-Gobert Matériaux) и Тиш Бенот (Jumbo-Visma) .
На последующих километрах два лидера смогли увеличить своё преимущество более чем на минуту. Также Varentstraat и последний подъём Tiegemberg не внесли изменений ситуацию на гонке. Последние 200 метров дистанции Вут ван Арт и Кристофо Лапорт ехали держась за руки, пересеча так финишную черту.
Победителем гонки стал Вут ван Арт, выступавший в майке национального чемпиона, которому Лапорт отдал победу задолго до финиша в благодарность за аналогичный поступок на первом этапе Париж — Ницца тремя неделями ранее. Для ван Арта эта победа в 2022 году стала третьей в сезоне и второй на бельгийских классиках после Омлоп Хет Ниувсблад.

## Результаты
| \| Генеральная классификация \| Генеральная классификация \| Генеральная классификация \| Генеральная классификация \| Генеральная классификация \| \| Гонщик \| Гонщик \| Команда \| Время \| \| \| ------------------------- \| ------------------------- \| ---------------------------------- \| ------------------------- \| ------------------------- \| \| 1-й \| Ваут Ван Арт \| Jumbo-Visma \| 4ч 38' 04 \| \| \| 2-й \| Кристоф Лапорт \| Jumbo-Visma \| + 0 \| \| \| 3-й \| Штефан Кюнг \| Groupama-FDJ \| + 1' 35 \| \| \| 4-й \| Матей Мохорич \| Bahrain Victorious \| + 1' 36 \| \| \| 5-й \| Биньям Гирмай \| Intermarché-Wanty-Gobert Matériaux \| + 1' 36 \| \| \| 6-й \| Джонатан Нарваэс \| Ineos Grenadiers \| + 1' 36 \| \| \| 7-й \| Валантен Мадуа \| Groupama-FDJ \| + 1' 36 \| \| \| 8-й \| Дилан Ван Барле \| Ineos Grenadiers \| + 1' 36 \| \| \| 9-й \| Тиш Бенот \| Jumbo-Visma \| + 1' 36 \| \| \| 10-й \| Каспер Асгрин \| Quick-Step Alpha Vinyl \| + 1' 36 \| \| |                  |                                    |           |
| |                  |                                    |           |
| Источник: ProCyclingStats |                  |                                    |           |
| Генеральная классификация |                  |                                    |           |
| Гонщик | Гонщик           | Команда                            | Время     |
| 1-й | Ваут Ван Арт     | Jumbo-Visma                        | 4ч 38' 04 |
| 2-й | Кристоф Лапорт   | Jumbo-Visma                        | + 0       |
| 3-й | Штефан Кюнг      | Groupama-FDJ                       | + 1' 35   |
| 4-й | Матей Мохорич    | Bahrain Victorious                 | + 1' 36   |
| 5-й | Биньям Гирмай    | Intermarché-Wanty-Gobert Matériaux | + 1' 36   |
| 6-й | Джонатан Нарваэс | Ineos Grenadiers                   | + 1' 36   |
| 7-й | Валантен Мадуа   | Groupama-FDJ                       | + 1' 36   |
| 8-й | Дилан Ван Барле  | Ineos Grenadiers                   | + 1' 36   |
| 9-й | Тиш Бенот        | Jumbo-Visma                        | + 1' 36   |
| 10-й | Каспер Асгрин    | Quick-Step Alpha Vinyl             | + 1' 36   |